# Tanacetum dumosum
Tanacetum dumosum — вид рослин з роду пижмо (Tanacetum) й родини айстрових (Asteraceae); ендемік південно-західного Ірану.

## Опис
Листки сіро волосаті, лінійні, перисторозсічені; сегменти 10–12 пар, перисті, частки приблизно однакові, кулясті. Язичкові квітки довгасті.

## Середовище проживання
Ендемік південно-західного Ірану. Гірський вид.